# 休·斯梅德利
休·斯梅德利（英語：Hugh Smedley，？—），新西兰男子赛艇运动员。他曾代表新西兰参加1962年大英帝国和英联邦运动会赛艇比赛，获得男子四人单桨有舵手金牌。